# Kowen New Forest
Kowen New Forest – kowen praktykujący czarostwo, który miał spotykać się w regionie New Forest w Anglii. 
Gerald Gardner twierdził, iż był inicjowany w tej właśnie grupie przed napisaniem Współczesnego czarownictwa (Witchcraft Today), książki opisującej wierzenia i praktyki czarownic, która potem stała się podwaliną Wicca. Niektórzy historycy twierdzą, że kowen New Forest nigdy nie istniał i był wytworem wyobraźni Gardnera, podczas gdy inni przytaczają argumenty dowodzące, iż kowen był jak najbardziej realny.
Najwyższą kapłanką kowenu miała być Dorothy Clutterbuck.